# Långtjärnen (Arvidsjaurs socken, Lappland, 725772-168913)
Långtjärnen är en sjö i Arvidsjaurs kommun i Lappland och ingår i Byskeälvens huvudavrinningsområde. Långtjärnen ligger i Byskeälven Natura 2000-område.